# Ultra Low Floor
De Ultra Low Floor (ULF) is een lagevloertramtype van Siemens Mobility, oorspronkelijk ontwikkeld door de Oostenrijkse fabriek SGP. 

## Constructie

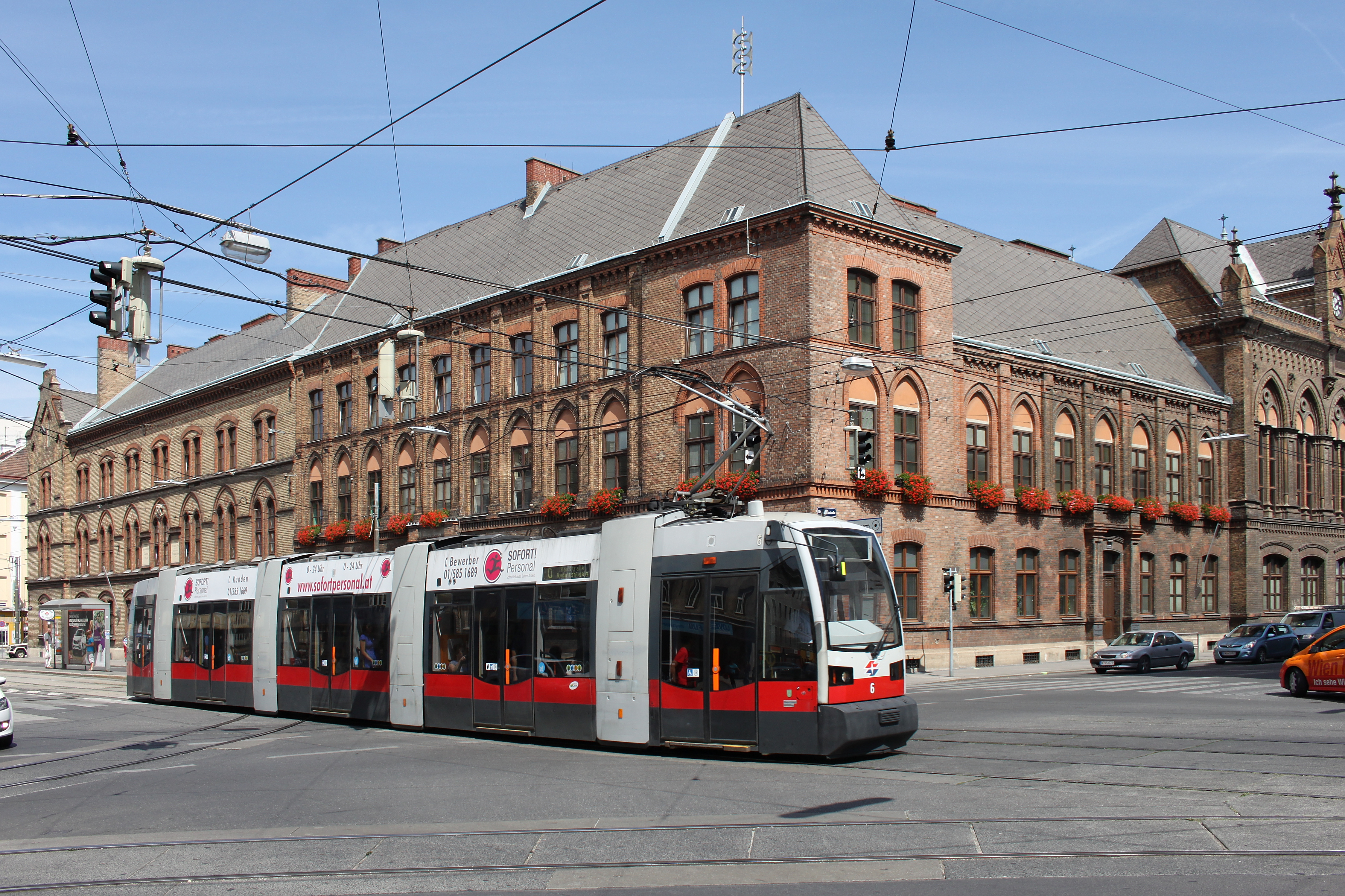
Een ULF type A in Wenen

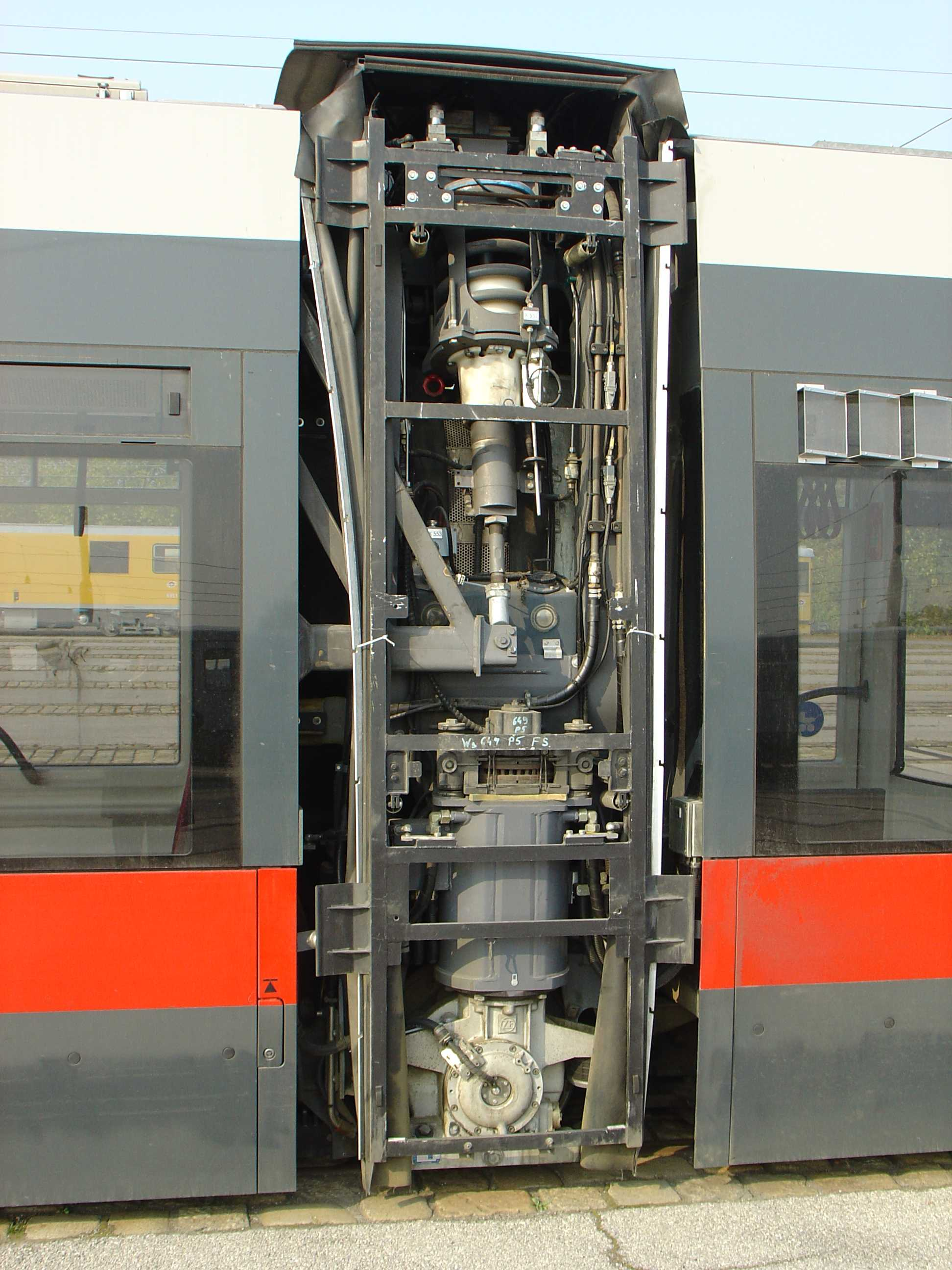
Aandrijfunit ("draagportaal") van een ULF

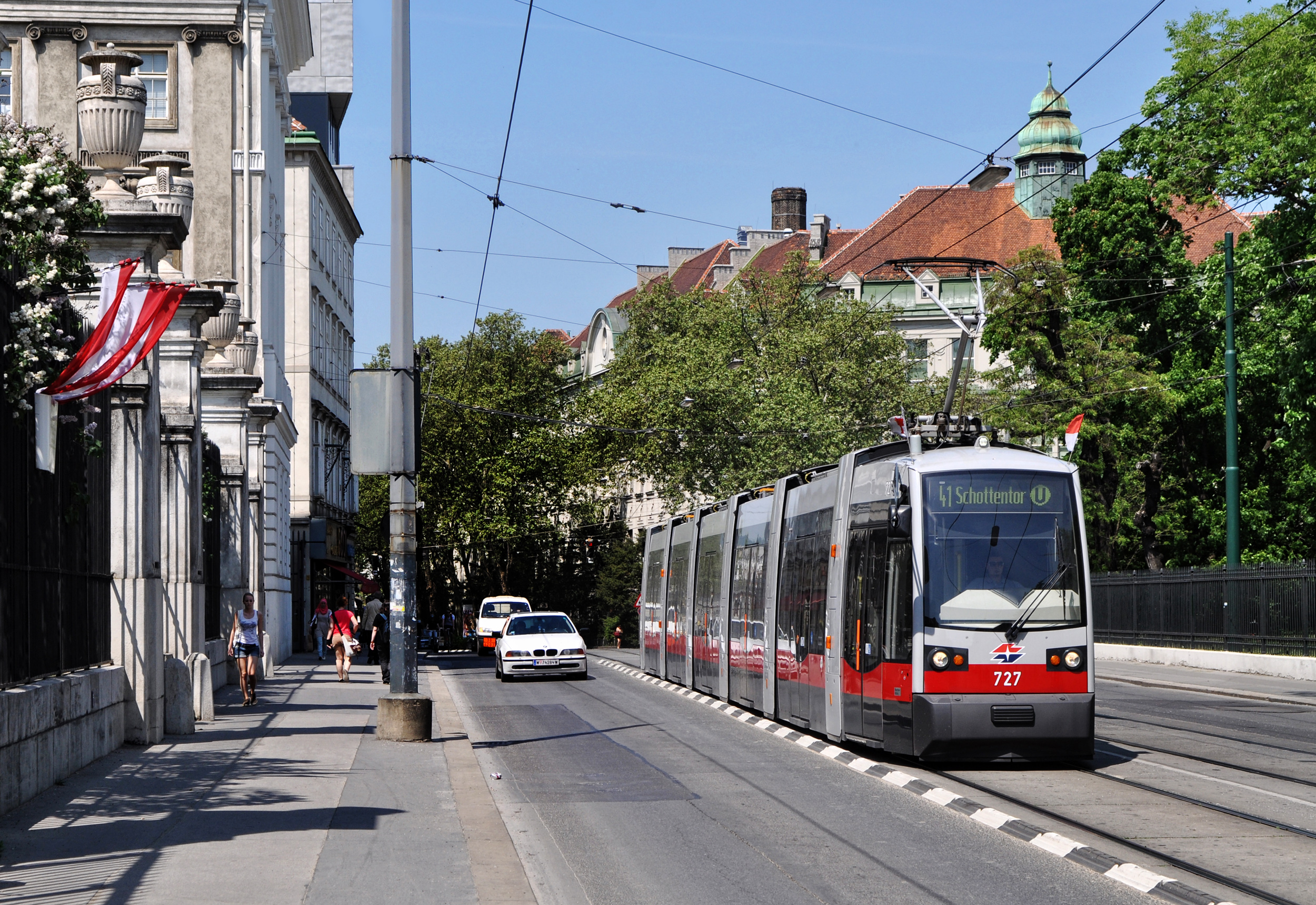
Een ULF type B_{1} in Wenen

De naam geeft al aan dat deze tram een lagere vloer heeft dan een gewone lagevloertram. De ULF heeft namelijk een vloerhoogte van 20,5 centimeter boven de kop van de spoorstaaf, terwijl de meeste lagevloertrams een vloerhoogte tussen de 30 en 35 centimeter hebben. Daar komt nog bij dat de ULF bij een halte ook nog kan kantelen, waardoor de instaphoogte nog zo'n 10 centimeter lager wordt.
Om zo'n lage vloer mogelijk te maken, zitten de wielen en motoren in speciale verticale draagportalen in de geledingen. Elektronica is verantwoordelijk voor de aansturing van de motoren (onder andere als elektronisch differentieel), de geleding en het reguleren van de vloerhoogte. In zo'n draagportaal zitten twee wielen (een aan elke zijde) die elk een elektromotor hebben met een vermogen van 60 kW. 
De tram is ontwikkeld en gebouwd door het voormalige Oostenrijkse staatsbedrijf SGP (Simmering-Graz-Pauker). Dit bedrijf is inmiddels overgenomen door Siemens. Het model van de ULF is ontworpen door Porsche.

## Gebruik
Verreweg de meeste exemplaren van de ULF zijn in gebruik bij de tram van Wenen. Er bestaan twee uitvoeringen: een vijfdelige tram van 24,2 meter lang (typen A en A1) en een zevendelige tram van 35,5 meter lang (typen B en B1). Beide trams zijn 2,40 meter breed. In de beginjaren had dit materieel vaak te kampen met technische storingen, vooral aan de draagportalen, de hydrauliek, de omvormers, de zandstrooiers en de wielen, zodat 25% van het materieel langere tijd niet ingezet kon worden. Ook was er kritiek op de brandbaarheid van de constructie.
De problemen werden opgelost en er zijn in Wenen 332 ULF's in dienst met de bouwjaren 1995-2017. Hiervan behoren 131 stuks (nummers 1-131) tot het type A of A1 en 201 (nummers 601-801) tot het type B of B1. In de Roemeense stad Oradea, de enige andere ULF-gebruiker, rijden tien stuks (nummers 50-59) van het type A1, gebouwd in 2008-2009.